# Rob Holding
Robert Samuel Holding, detto Rob (Stalybridge, 20 settembre 1995), è un calciatore inglese, difensore del Colorado Rapids.

## Carriera

### Club

#### Bolton
Calcisticamente cresciuto nel settore giovanile del Bolton, durante la stagione 2014-2015 viene aggregato alla prima squadra, senza però debuttare. Nel gennaio del 2015 passa in prestito al Bury, squadra militante in Football League Two (quarta divisione), con cui disputa soltanto una partita.
Tornato dal prestito al Bury, l'11 agosto 2015 fa il suo esordio con la maglia del Bolton, nella partita di League Cup persa per 0-1 contro il Burton Albion. Il 23 gennaio 2016 segna il suo primo gol con i Trotters, nella vittoria per 3-1 contro gli MK Dons. Al termine della stagione viene nominato miglior calciatore della squadra, ma le sue prestazioni non bastano per evitare la retrocessione del Bolton in Football League One (terza divisione).

#### Arsenal
Il 22 luglio 2016 viene acquistato dall'Arsenal per circa tre milioni di euro. Il 14 agosto seguente fa il suo esordio con la nuova maglia, nella sconfitta per 3-4 contro il Liverpool all'Emirates Stadium. Il 28 settembre 2017 segna il suo primo gol con i Gunners, nella partita di Europa League vinta per 4-2 sul campo del Bate Borisov. Il 1º maggio 2022 realizza la sua prima rete in Premier League, nella vittoria per 2-1 sul campo del West Ham.

### Nazionale
Tra il 2016 ed il 2017 ha giocato complessivamente 5 partite con la nazionale inglese Under-21.

## Statistiche

### Presenze e reti nei club
Statistiche aggiornate al 21 marzo 2021.
| Stagione        | Squadra         | Campionato      | Campionato | Campionato | Coppe nazionali | Coppe nazionali | Coppe nazionali | Coppe continentali | Coppe continentali | Coppe continentali | Altre coppe | Altre coppe | Altre coppe | Totale | Totale |
| Stagione        | Squadra         | Comp            | Pres       | Reti       | Comp            | Pres            | Reti            | Comp               | Pres               | Reti               | Comp        | Pres        | Reti        | Pres   | Reti   |
| --------------- | --------------- | --------------- | ---------- | ---------- | --------------- | --------------- | --------------- | ------------------ | ------------------ | ------------------ | ----------- | ----------- | ----------- | ------ | ------ |
| gen.-giu. 2015  | Bury            | FL2             | 1          | 0          | FACup+CdL       | 0+0             | 0+0             | -                  | -                  | -                  | -           | -           | -           | 1      | 0      |
| 2015-2016       | Bolton          | FLC             | 26         | 1          | FACup+CdL       | 3+1             | 0+0             | -                  | -                  | -                  | -           | -           | -           | 30     | 1      |
| 2016-2017       | Arsenal         | PL              | 9          | 0          | FACup+CdL       | 5+3             | 0+0             | UCL                | 1                  | 0                  | -           | -           | -           | 18     | 0      |
| 2017-2018       | Arsenal         | PL              | 12         | 0          | FACup+CdL       | 1+4             | 0+0             | UEL                | 8                  | 1                  | CS          | 1           | 0           | 26     | 1      |
| 2018-2019       | Arsenal         | PL              | 10         | 0          | FACup+CdL       | 0+1             | 0+0             | UEL                | 5                  | 0                  | -           | -           | -           | 16     | 0      |
| 2019-2020       | Arsenal         | PL              | 8          | 0          | FACup+CdL       | 5+2             | 1+0             | UEL                | 3                  | 0                  | -           | -           | -           | 18     | 1      |
| 2020-2021       | Arsenal         | PL              | 30         | 0          | FACup+CdL       | 1+2             | 0+0             | UEL                | 5                  | 0                  | CS          | 1           | 0           | 39     | 0      |
| 2021-2022       | Arsenal         | PL              | 15         | 1          | FACup+CdL       | 1+5             | 0+0             | -                  | -                  | -                  | -           | -           | -           | 21     | 1      |
| 2022-2023       | Arsenal         | PL              | 14         | 1          | FACup+CdL       | 2+1             | 0+0             | UEL                | 7                  | 1                  | -           | -           | -           | 24     | 2      |
| Totale Arsenal  | Totale Arsenal  | Totale Arsenal  | 98         | 2          |                 | 33              | 1               |                    | 29                 | 2                  |             | 2           | 0           | 162    | 5      |
| 2023-2024       | Crystal Palace  | PL              | 0          | 0          | FACup+CdL       | 0+0             | 0+0             | -                  | -                  | -                  | -           | -           | -           | 0      | 0      |
| Totale carriera | Totale carriera | Totale carriera | 125        | 3          |                 | 37              | 1               |                    | 29                 | 2                  |             | 2           | 0           | 193    | 6      |

## Palmarès
- Coppa d'Inghilterra: 2

Arsenal: 2016-2017, 2019-2020
- Community Shield: 3

Arsenal: 2017, 2020, 2023